# Церковь недомудреца
Церковь недомудреца (англ. Church of the SubGenius) — американская пародийная религия. Она учит комплексной системе убеждений, сосредоточенной вокруг Дж. Р. «Боба» Доббса, якобы продавца из 1950-х, который почитается последователями как пророк. Руководители организации разработали подробные рассказы о Доббсе и его связях с различными богами. Их центральное божество, Иегова 1, сопровождается другими богами, взятыми из древней мифологии и популярной художественной литературы. Книги организации описывают Великий заговор, который стремится промыть человечеству мозги и угнетать последователей Доббса. В этой литературе организация представляет собой смесь из культурных отсылок к тщательно разработанной совокупности источников.

## История
Ивэн Стэнг, основавший Церковь недомудреца в 1970-х, служит в качестве своего рода высокопоставленного лидера и публициста. Он имитировал действия других религиозных лидеров, используя тактику глушения культуры в попытке подорвать авторитет более известных вероисповеданий. Лидеры организации учат своих последователей избегать господствующего в мире торгашеского духа и веры в абсолютные истины. Сообщество считает, что качество «Немощь» (англ. Slack) имеет первостепенное значение — оно нигде чётко не определяется, но его достижение предполагает недопущение напряжённой работы и приятие отдыха.
Число последователей данной религии неизвестно, хотя послания организации нашли благожелательный приём среди студентов и деятелей искусства США. Общину часто сравнивают с дискордианизмом; две идеологии во многих отношениях схожи, но имеют и чёткие отличия. Журналисты обычно считают эту организацию хорошо продуманной шуткой, однако некоторые учёные полагают, что это серьёзная система глубоко укоренившихся убеждений.